# Gmach Akademii Muzycznej w Krakowie

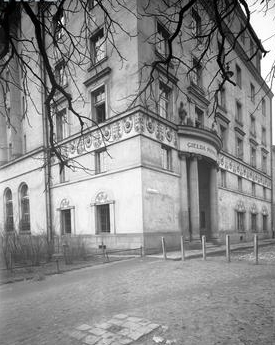
Gmach giełdy w 1929 r.

Gmach Akademii Muzycznej – zabytkowy budynek w Krakowie, w dzielnicy I na Starym Mieście przy ul. św. Tomasza 43 na rogu z ul. Mikołajską 32.
Zaprojektowany w 1921 przez Ludwika Wojtyczkę na potrzeby Giełdy Towarowo-Pieniężnej. Budowę ukończono w 1924 roku. W latach 1949–1990 siedziba Komitetu Wojewódzkiego komunistycznej PZPR. Od 2000 główna siedziba Akademii Muzycznej w Krakowie.

## Budowa
Wiadomość o zamiarach wybudowania w Krakowie przez spółkę akcyjną „Gródek” wraz z Bankiem Przemysłowym wielokondygnacyjnego gmachu pojawiła się po raz pierwszy jesienią 1921 roku. Budynek miał się stać siedzibą Giełdy Towarowo-Pieniężnej i biur bankowych. W porównaniu z ówczesną niską zabudową centrum mieszkańcom zdawał się drapaczem chmur. Jako lokalizację wyznaczono działkę pomiędzy ulicą Mikołajską i św. Tomasza, pomiędzy warownym klasztorem dominikanek na Gródku a klasycystycznym dworkiem Kirchmajerów z lat 30. XIX w., siedzibą dziennika „Czas”.
Na działce przeznaczonej pod inwestycję znajdowała się kamienica, w której do 1913 siedzibę miała dyrekcja policji. Rozebrał ją w 1915 właściciel terenu, rzeźnik Teodor Wójcicki, planując budowę czteropiętrowego domu. Sprzyjała temu ustawa z 1906 roku, w myśl której domy wzniesione w miejsce starych przez 18 lat zwolnione były z podatku. Na tę budowę nie wyraziły jednak zgody władze, a Wójcicki sprzedał działkę spółce „Gródek”.
Spółka zaangażowała krakowskiego architekta – Ludwika Wojtyczkę, znanego już jako autora kamienicy Czynciela na Rynku Głównym. Jego projekt, przedstawiony 25 lipca 1922 r., przewidywał pięć pięter i łamany mansardowy dach. Dom miał mieć charakter klasycyzujący, z trójkątnym tympanonem, detalami ozdobnymi i czterema jońskimi kolumnami w centrum fasady. Już po rozpoczęciu prac wprowadzona została korekta zakładająca dodatkowe piętro i płaski dach. 14 stycznia 1923 r. kolejny projekt wprowadzał już sześć pięter i kolumny kolumny korynckie w czterokondygnacyjnej niszy. 13 marca 1923 kolejny projekt założył podniesienie bocznych połaci dachu i ósmą kondygnację w attyce ostatniej.
Po zakończeniu budowy pojawił się szereg protestów. Największym echem odbiła się skarga przeoryszy P.P. Dominikanek, która twierdziła, że okna gmachu wychodzą na krużganki klasztoru przy ul. Mikołajskiej, przez co będzie złamana klauzura. Giełda pozostała w budynku do czasów okupacji. Po wojnie siedzibę miał tu Związek Gospodarczych Spółdzielni „Społem”, a w 1949 przeszedł na własność Komitetu Wojewódzkiego PZPR.

## Siedziba Akademii Muzycznej
Po 1993 budynek został poddany gruntownej adaptacji i modernizacji. Usunięto portale wejściowe od strony ulic Mikołajskiej (bank) i św. Tomasza (giełda). Sala operacyjna banku i sala posiedzeń KW PZPR zostały adaptowane na Salę Koncertową im. prof. dr h.c. Krystyny Moszumańskiej-Nazar (150–200 miejsc) i Salę Kameralną im. prof. Marka Stachowskiego (120 miejsc), na półpiętrze (tzw. antresola) utworzono studia nagrań (Studio Muzyki Elektroakustycznej).
Widok z tarasu szóstego piętra budynku, gdzie znajduje się restauracja z panoramą na centrum Krakowa, Juliusz Machulski wykorzystał w filmie Vinci.